# Atletismo nos Jogos Pan-Americanos de 1971 - 400 m com barreiras masculino
A prova dos 400 m com barreiras masculino nos Jogos Pan-Americanos de 1971 foi realizada em Cali, Colômbia.

## Medalhistas
| Ouro                          | Prata                          | Bronze                             |
| Ralph Mann USA Estados Unidos | Jim Seymour USA Estados Unidos | José Jacinto Hidalgo VEN Venezuela |

## Resultados
| Posição           | Nome                 | Nacionalidade      | Tempo | Notas |
| ----------------- | -------------------- | ------------------ | ----- | ----- |
| Medalha de ouro   | Ralph Mann           | USA Estados Unidos | 49.10 |       |
| Medalha de prata  | Jim Seymour          | USA Estados Unidos | 50.36 |       |
| Medalha de bronze | José Jacinto Hidalgo | VEN Venezuela      | 51.68 |       |
| 4                 | Miguel Olivera       | CUB Cuba           | 52.05 |       |
| 5                 | Juan Dyrzka          | ARG Argentina      | 52.13 |       |
| 6                 | Orominio Santaella   | PUR Porto Rico     | 53.50 |       |
| 7                 | Francisco Dumeng     | PUR Porto Rico     | 53.54 |       |
| 8                 | Manuel Ruíz          | MEX México         | 56.24 |       |